# Markedal
Markedal (néerlandais: Maarkedal) est une commune néerlandophone de Belgique située en Région flamande, dans la province de Flandre-Orientale.

## Sections de la commune
| # | Section       | Superf. (km²) | Habitants (2020) | Habitants par km² | Code INS |
| - | ------------- | ------------- | ---------------- | ----------------- | -------- |
| 1 | Etikhove      | 12,04         | 1.854            | 154               | 45064A   |
| 2 | Nukerke       | 12,45         | 1.934            | 155               | 45064B   |
| 3 | Maarke-Kerkem | 9,28          | 956              | 103               | 45064C   |
| 4 | Escornaix     | 12,38         | 1.592            | 129               | 45064D   |

## Héraldique
|  | La commune possède des armoiries qui lui ont été octroyées le 10 mars 1987. Blasonnement : Ecartelé: 1. et 4. D'or à une croix de sable. 2. et 3. D'or à 6 burelles de gueules. Écusson: D'or à l'orle double fleurdelisé et contrefleurdelisé de sinople, au chevron de gueules brochant le tout. Source du blasonnement : Heraldy of the World. |

## Évolution démographique
Graphique de l'évolution de la population de la commune. Les données ci-après intègrent les anciennes communes dans les données avant la fusion en 1977.
- Source : DGS - Remarque: 1831 jusqu'à 1981=recensement; depuis 1990=nombre d'habitants chaque 1er janvier[3]